# Schloss Lichtengraben
Das Schloss Lichtengraben steht rund 200 Meter unterhalb der Ruine Painburg im gleichnamigen Ort in der Katastralgemeinde Theißing, Gemeinde Bad St. Leonhard im Lavanttal.

## Geschichte

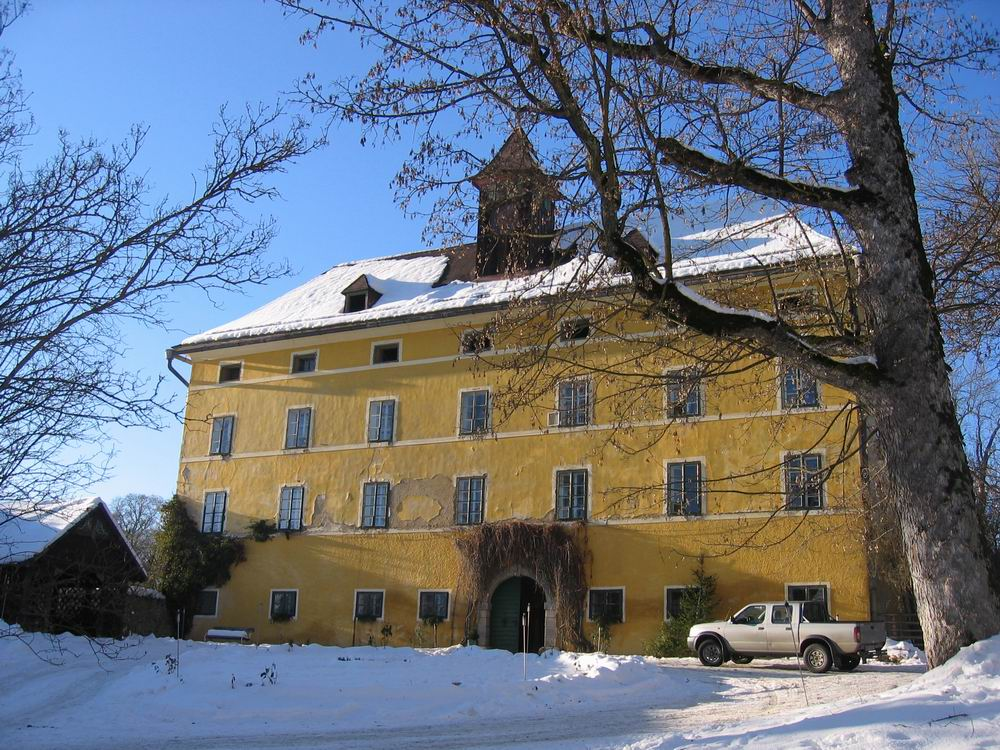
Schloss Lichtengraben (2005)

Das Schloss wurde in der ersten Hälfte des 16. Jahrhunderts als Ersatz für die aufgegebene Burg Painhof errichtet und im 17. und 18. Jahrhundert ausgebaut.
Im Jahre 1564 wurden ein Peter und ein Ehrenreich von Pain genannt. Von 1711 bis 1839 war das Schloss im Besitz der Familie Teuffenbach. Danach erfolgten oftmalige Besitzerwechsel. 
Ein Eigentümer war der 1921 verstorbene Industriekapitän Karl Neufeldt.

## Baubeschreibung
Das Schloss ist ein dreigeschoßiger Bau mit einem Attikageschoß um einen Innenhof. Es ist mit 1544 bezeichnet. An der Hauptfassade im Südosten besitzt das Schloss ein Rustikaportal und darüber in der Dachzone ein Uhrtürmchen. Am Gebäude sind mehrere Marmorreliefs eingemauert; im Arkadenhof unter anderem Meerjungfrauen und in der Einfahrt ein Relief zweier Männer mit Dolchen einen Rinderkopf haltend. Das Stiegenhaus im Hof wurde erst 1920 angebaut. In der Nordostecke des ersten Stocks befindet sich die ehemalige Kapelle mit schmalen Rundbogenfenstern.

## Burgruine

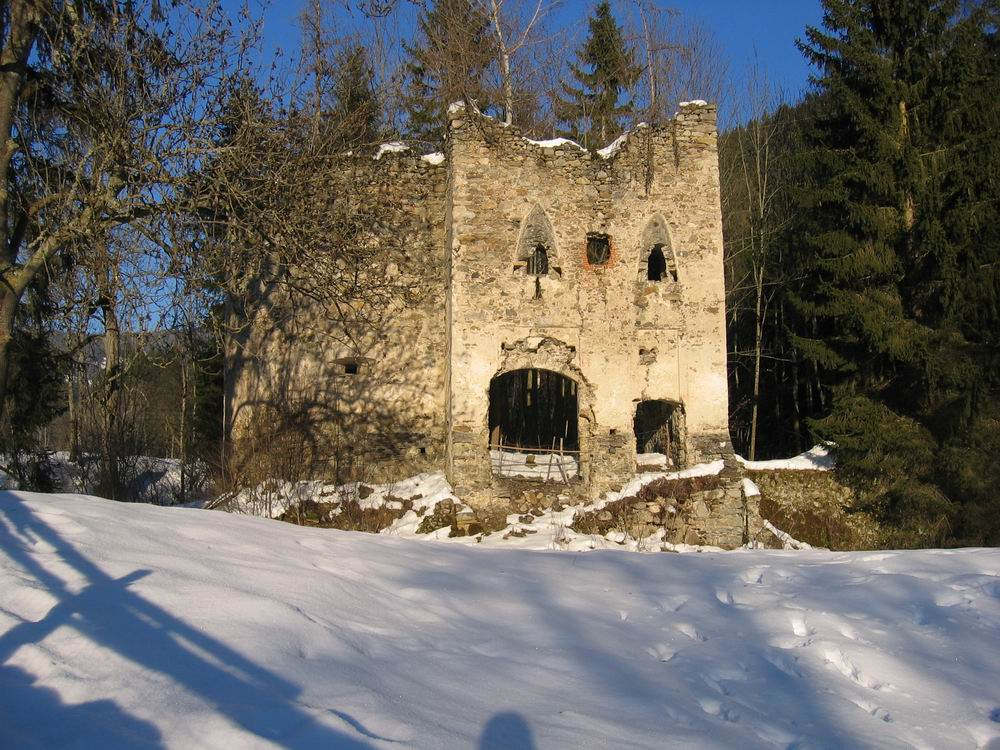
Burgruine Painhof (2005)

Die Burgruine Painhof, auch Teufenbach genannt, ist eine ehemalige, spätgotische Wasserburg, die erst nach 1420 errichtet und gegen Ende des 15. Jahrhunderts und in der ersten Hälfte des 16. Jahrhunderts erweitert wurde. Es haben sich bedeutende, zum Teil dreigeschoßige Mauerreste erhalten. Innerhalb der Burg sind noch Reste der alten Painburg, des Vorgängerbaus, zu erkennen.